# در کورجیدو
دِر کورجیدو (انگلیسی: Der Corregidor) کمیک اپرایی است از هوگو ولف، مصنف و آهنگساز اتریشی که در سال ۱۸۹۵ تصنیف شد و نخستین اجرای آن نیز، در تاریخ ۷ژوئن۱۸۹۶ است. لیبرتو روزا ماردر، نویسندگی این اپرا را بر عهده داشته‌ است.

## تاریخچه
ولف این اپرا را در سال 1895 ساخت و در سال 1897 آن را اصلاح کرد.
این اپرا اولین بار در 7 ژوئن 1896 در تئاتر ملی مانهایم با رهبر ارکستر هوگو روهر اجرا شد.
گوستاو مالر تنظیمی از پیش درآمد اپرا انجام داد.